# Павел (брат Ореста)
Павел (лат. Paulus; казнён 4 сентября 476, вблизи Равенны) — военачальник Западной Римской империи, погибший во время переворота Одоакра.

## Биография
Павел известен из нескольких раннесредневековых исторических источников: в том числе, хроники Анонима Валезия, «Старших Венских фастов» и «Хроники» Кассиодора. О связанных с ним событиях сообщается и в трудах нескольких других авторов: «Житии святого Епифания» Магна Феликса Эннодия, «Письме к Пасхазию» Евгиппия, «О происхождении и деяниях гетов» Иордана, «Копенгагенском продолжении „Хроники“ Проспера Аквитанского», хронике Марцеллина Комита и «Церковной истории» Евагрия Схоластика.
Отцом Павла был владевший поместьями в Паннонии германец Татул. По свидетельству Приска Панийского, тот в 449 году вместе со своим сватом Ромулом сопровождал посольство западно-римского военачальника Флавия Аэция к царю гуннов Аттиле. Братом Павла были Флавий Орест, женатый на дочери Ромула: рождённый в этом браке сын Ромул Август получил имя в честь своего деда.
28 августа 475 года Флавий Орест сверг императора Юлия Непота и 31 октября возвёл на престол своего четырнадцатилетнего сына Ромула Августа. Таким образом Павел стал дядей правителя Западной Римской империи, власть которого признавалась не только жителями Апеннинского полуострова, но и некоторых территорий к северу от Альп (в том числе, находившихся вокруг Арля).
Однако уже летом 476 года против Флавия Ореста подняли мятеж состоявшие из герулов, скиров, ругов, туркилингов и других восточных германцев отряды федератов. Восстание возглавил Одоакр. 22 августа мятежникам удалось захватить Павию, в которой укрывался Флавий Орест. На следующий день Одоакр был провозглашён своими воинами королём. Хотя Флавию Оресту удалось бежать из осаждённой Павии, уже 28 августа он был убит вблизи Пьяченцы.
От Павии войско Одоакра двинулось к Равенне, столице Западной Римской империи. В произошедшем здесь 2 сентября сражении городской гарнизон и остатки императорской регулярной армии были разбиты войском Одоакра. 4 сентября во время поездки по сосновому лесу вблизи Классиса (в окрестностях Равенны) Павел был схвачен мятежниками и убит. О причинах пребывания Павла вне хорошо укреплённого города раннесредневековые авторы не сообщают. Возможно, Павел осматривал место для новой битвы с мятежниками или пытался бежать из Равенны, так как Классис был городским портом. Также возможно, что он намеревался совершить внезапное нападение на лагерь Одоакра, но сам попал в засаду. Дата гибели Павла — 4 сентября (канун нон) — сообщается в «Старших Венских фастах», в то время как в «Копенгагенском продолжении „Хроники“ Проспера Аквитанского» ошибочно указана другая дата — 31 августа (канун календ).
В тот же день день Одоакр захватил Равенну. Тогда же (4 сентября) или уже 5 сентября предводитель мятежа заставил Ромула Августа отречься от престола. Как частное лицо бывший император был оправлен с ежегодным содержанием в 6000 солидов на жительство в дворец Лукулла (вблизи Неаполя). Здесь Ромул Август находился до самой смерти, наступившей по свидетельству Кассиодора уже в правление Теодориха Великого: вероятно, не ранее 507 или 511 года. Новым властителем римских владений на Апеннинском полуострове стал Одоакр. Он не стал принимать императорский титул, довольствуясь титулом король (лат. rex). Тем самым Одоакр положил конец существованию Западной Римской империи.